# Черкаський округ

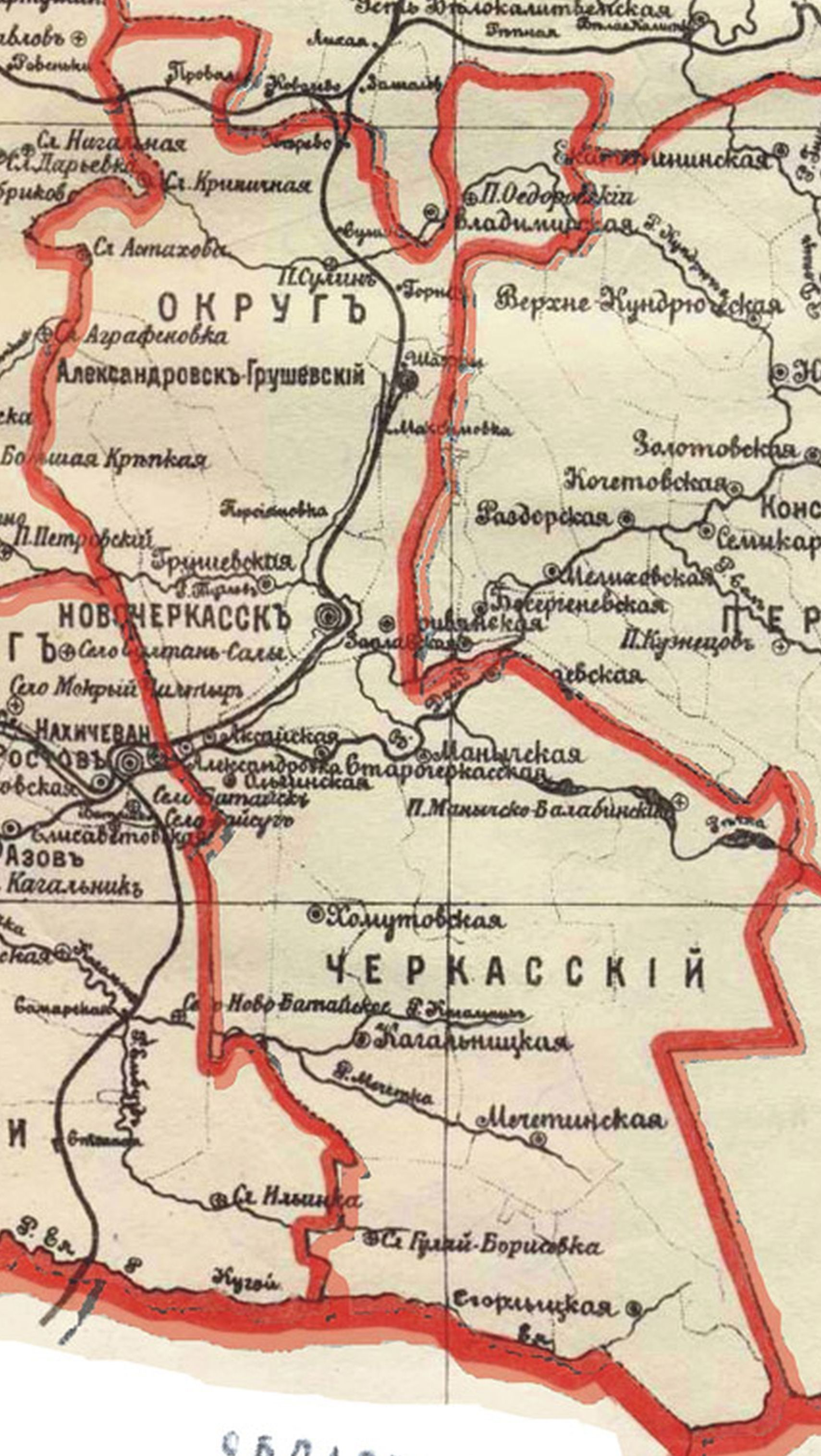
Черкаський округ

Черкаський округ (рос. Черкасский округ) — округ у складі Землі Війська Донського до 1870 року й у складі Області Війська Донського у 1870—1920 роках. Окружний центр був у обласному центрі — місті Новочеркаську. Округ був положений у Нижньому Подонні вище Ростову.

## Мовний склад населення
На 1897 рік населення округу становило 240222 осіб. З них рідна мова була російська для — 189642 осіб (78,9 %), українська — 45350 (18,9 %), білоруська — 2290 (0,95 %), вірменська — 683 осіб, татарська — 579 осіб, німецька — 481 осіб, калмицька — 314 осіб й польська — 269 осіб.

## Межування
На заході він межував з Міуським округом й Ростовським повітом Катеринославської губернії (а з 1887 року Ростовським округом); на півночі — з Донецьким округом; на сході — з Першим Донським й Сальським; на півдні — Єйський полковий округ Кубанської області й Медвеженський повіт Ставропольської губернії.

## Опис
Черкаський округ був поділений річкою Дон на дві частини:
- північна частина, на правобережжі Дону, являє гористу, пересічену крутими балками та ярами місцевість;
- південна, задонська частина, на лівобережжі Дону, має вигляд рівної, хвилеподібної поверхні, пересіченої неглибокими балками та покритої місцями невисокими курганами, що мають вид насипних.

### Задоння
Задонська сторона почала заселятися тільки з 1809 року, коли принади Задонського степу стали більш відомими й приваблювали переселенців з навіть з віддалених губерній. Першими переселенцями на Задонського степу були козаки; за ними, за бажанням поміщиків, - селяни; й за тим іногородні різного звання. Козаки жили на козацьких юртах; тимчасово-зобов'язані селяни, - на землі власників; іногородні, - на ділянках чиновників.
У Задонні Черкаського округу були 4 розряди земельної власності:
- землі козацькі,
- селянські (селянські наділи, що становлять власність селян),
- власницькі (спадкові дачі поміщиків),
- чиновницькі (нарізані ділянки, переведені у 1870 році в спадкову власність).[2]

## Адміністративний поділ

### Станом на 1859 рік
Станом на 1859 рік у Черкаському окрузі було 14 юртів, у тому числі юрт 3-х Новочеркаських станиць:  
- Аксайський юрт

- Гнилівський юрт
- Грушівський юрт

- Єгорлицький юрт
- Єлісаветовський юрт

- Кагальницький юрт
- Кривянський юрт

- Маницький юрт
- Мечетинський юрт
- Новочеркаський юрт

- Олександрівський юрт
- Ольгинський юрт

- Старочеркаський юрт

- Татарський юрт.[3]

У Черкаському окрузі були окремі власницькі поселення у задонських степах, що не відносилися до жодного юрту: Федоровський, Василевський, Іванівський Шамшів, Слюсарів Олексіївський, Слюсарів Іванівський, Олександрівський, Іллінський, Курнаківський, Курпаковський, Боков Кугаївський, Наслідишев, Бондирів й Іловайський (Новопральський).

### Станом на 1873 рік
На 1873 рік Черкаський округ поділявся на 1 місто (Новочеркаськ), 16 козацьких станиць (у тому числі 3 у складі міста Новочеркаська) й 5 селянських волостей:

#### Місто Новочеркаськ
Місто поділялося на три станиці:
- Верхньо-Новочеркаська,
- Середньо-Новочеркаська,
- Нижньо-Новочеркаська.

Рішенням Військової Ради від 25 серпня 1876 року три Новочеркаські станиці перетворили на дві станиці:
- Середньо-Новочеркаська станиця стала Першою Новочеркаською,
- Верхня й Нижня Новочеркаські станиці - Другою Новочеркаською.

У 1889 році обидві станиці реорганізовані в одну - Новочеркаську станицю.

#### Юрти станиць
- Аксайський юрт,
- Гнилівський юрт,
- Грушівський юрт,
- Єгорлицький юрт,
- Єлисаветівський юрт,
- Кагальницький юрт,
- Кривянський юрт,
- Маницький юрт,
- Мечетинський юрт,
- Олександрівський юрт,
- Ольгинський (Махинський) юрт,
- Стрітенський (до 1777 року — Рогівський) юрт,
- Старочеркаський юрт,
- Хомутовський юрт.

#### Волості
- Гуляй-Борисовська волость,
- Іллінська волость,
- Сулиновська волость,
- Федорівська волость,
- Олексіївська волость.

### Станом на 1913 рік
На 1913 рік до складу Черкаського округу входили 16 юрт станиць й 4 волості.

#### Юрти станиць
- Аксайський юрт,
- Олександрівський юрт,
- Багаївський юрт,
- Безсергенівський юрт,
- Грушівський юрт,
- Єгорлицький юрт,
- Заплавський юрт,
- Кагальницький юрт,
- Кривянський юрт,
- Маницький юрт,
- Мелеховський юрт,
- Мечетинський юрт,
- Новочеркаський юрт - місто Новочеркаськ
- Ольгинський юрт,
- Старочеркаський юрт,
- Хомутовський юрт.

#### Волості
- Гуляй-Борисівська волость,
- Маницько-Балабанська волость,
- Сулиновська волость,
- Федорівська волость.

### Станом на 1918 рік
На 1918 рік в складі округу згадуються нові юрти:
- Володимирівський юрт,
- Заплавський юрт.

Єлизаветівський й Гнилівський юрти перейшли до Ростовського округу.